# Mallt-y-Nos
Nella mitologia gallese Mallt-y-Nos o Matilda of the Night (Matilda della Notte) è una strega che accompagna Arawn e i Cwn Annwn (cani da caccia) nella Caccia Selvaggia, trascinando le anime in pena che si sono perse all'Annwn. Nelle canzoni del bardo Taliesin Williams, Mallt-y-Nos guida i Cwn Annwn con urli e lamenti.
La leggenda vuole che Mallt-y-Nos sarebbe stata una nobildonna normanna, che amava andare a caccia a tal punto che affermò: «Se non ci sono cacce in cielo, piuttosto non ci vado!». Pentitasi quando il desiderio si sarebbe esaudito, grida per la disperazione durante le sue eterne cacce nei cieli notturni.